# Embelia ottoniana
Embelia ottoniana là một loài thực vật có hoa trong họ Anh thảo. Loài này được Sleumer mô tả khoa học đầu tiên năm 1987.